# 다무라역
다무라역(일본어: 田村駅, たむらえき)은 일본 시가현 나가하마시에 있는 역으로, 서일본 여객철도 (JR 서일본)의 호쿠리쿠 본선 상에 있는 역이다.

## 개요 및 역 구조
2면 2선의 상대식 플랫폼이 있는 지상역. 기관차 교환 작업으로 인하여 모든 특급 니혼카이 호 등의 우등열차를 포함해, 여객열차 14량이 입선/정차 가능한 긴 플랫폼을 가지고 있으나, 현재는 최대 8량 열차까지만 정차한다.
무인역. 역 영업 무인화는 빨랐음에도, 기관차 교환때문에 운전역원이 다수 존재했던 드문 형태가 계속 이어져 왔지만, 기관차 교환 작업이 폐지되고서야 완전한 무인역이 되었다. 종래의 동측 역사외에도, 나중에 나가하마 시에서 행한 구획 정리, 시가화 사업등에 따라 새로운 서측 (하행 플랫폼 방면)에도 개찰구가 생겼다. 마주보는 플랫폼 사이는 과선교로 연락되고 있지만, 엘리베이터 등의 설비는 없다. 자동 발권기와 ICOCA 등의 IC 카드, J스루 카드 대응의 간이식 자동 개찰기를 설치해놓았다.
1957년 호쿠리쿠 본선의 교류 전화의 기점이 되어, 이 역부터 쓰루가 역까지는 ED70형 전기 기관차가 견인하였다. 일단, 마이바라역까지는 비전화인 상태로 남아있어, D50형 증기 기관차에 이한 견인이 이루어졌다. 때문에, 이 역에는 기관차 교환을 행하기 위해 플랫폼을 이설, 연장하였고, 또, 상하선 사이에 기관차 유치선 2선을 신설하였다. 때문에, 여객 플랫폼의 위치가 어긋나있게 되었다.
기관차의 유치선은 상하행 방향으로 각각의 기관차를 맞추어 놓았는데, 북측에는 교류 전기기관차를, 남측에는 마이바라까지 견인할 증기기관차를 수용했다. 단, 다무라 역에는 전차대가 설치되지 않아서, 상행 열차는 기관차를 역방향인 상태로 마이바라까지 끌고갔다. 1962년에 마이바라 - 다무라간 직류 전철화로, 다무라 역 남쪽에 교직류 절연 구간이 설치되었다. 교직 겸용 전동차로 운전하는 특급 열차나 급행 열차의 경우에는 다무라 역을 통과했지만, 교직 겸용 전기기관차는 생산되지 않았기 때문에, 마이바라 - 다무라 간에는 증기기관차 견인이 남았으며, 후에 DE10형 디젤 기관차에 따른 무연화가 이루어졌다.
기관차 교체 작업은 1983년 EF81형 전기 기관차 투입에 따라 차상 교직 변경이 가능해져 폐지되었다. 때문에, 기관차 유치선도 철거되고, 정류소화되었다. 단, 플랫폼과 상하 본선의 재이설은 행하여지지 않아, 상하선 사이에는 빈 공간이 생기게 되었다.

### 승강장
| 상행선 (동측) | ■ 비와코 선     | 마이바라·교토·오사카 방면       |
| 하행선 (서측) | ■ 호쿠리쿠 본선 | 나가하마·오미시오즈·쓰루가 방면 |

- 안내 상의 승강장의 번호는 설정되어 있지 않다.
- 작업원용의 접근 경보기는 있어, 열차 접근 시에는 버저가 운다.

## 승차량 변동
| 회사      | 승차 인원 | 승차 인원 | 승차 인원 | 승차 인원 | 승차 인원 | 승차 인원 | 승차 인원 | 승차 인원 | 주 석 |
| 회사      | 1993년    | 1994년    | 1995년    | 1996년    | 1997년    | 1998년    | 1999년    | 2000년    | 주 석 |
| --------- | --------- | --------- | --------- | --------- | --------- | --------- | --------- | --------- | ----- |
| JR 서일본 | 447       | 414       | 337       | 346       | 329       | 358       | 390       | 391       | [ 1 ] |
| 회사      | 2001년    | 2002년    | 2003년    | 2004년    | 2005년    | 2006년    | 2007년    | 2008년    |       |
| JR 서일본 | 436       | 479       | 669       | 827       | 947       | 1038      | 1036      | 1068      | [ 1 ] |

## 역사
- 1931년 10월 14일 - 일본국유철도 호쿠리쿠 본선의 여객역으로서 개업.
- 1940년 11월 1일 - 영업 중지.
- 1954년 12월 10일 - 영업 재개.
- 1971년 3월 25일 - 수하물 취급 폐지.
- 1987년 4월 1일 - 일본국유철도 분할 민영화에 의하여, 서일본 여객철도의 역이 됨.

## 인접역 정보
| 서일본 여객철도 호쿠리쿠 본선 | 서일본 여객철도 호쿠리쿠 본선 | 서일본 여객철도 호쿠리쿠 본선 |
| ----------------------------- | ----------------------------- | ----------------------------- |
| 사카타 마이바라·교토 방면     | ■ 비와코 선 신쾌속 · 보통     | 나가하마 쓰루가 방면          |